# Spilosoma immaculata
Spilosoma immaculata är en fjärilsart som beskrevs av Max Bartel 1903. Spilosoma immaculata ingår i släktet Spilosoma och familjen björnspinnare. Inga underarter finns listade i Catalogue of Life.